# Schloss Peterskirchen

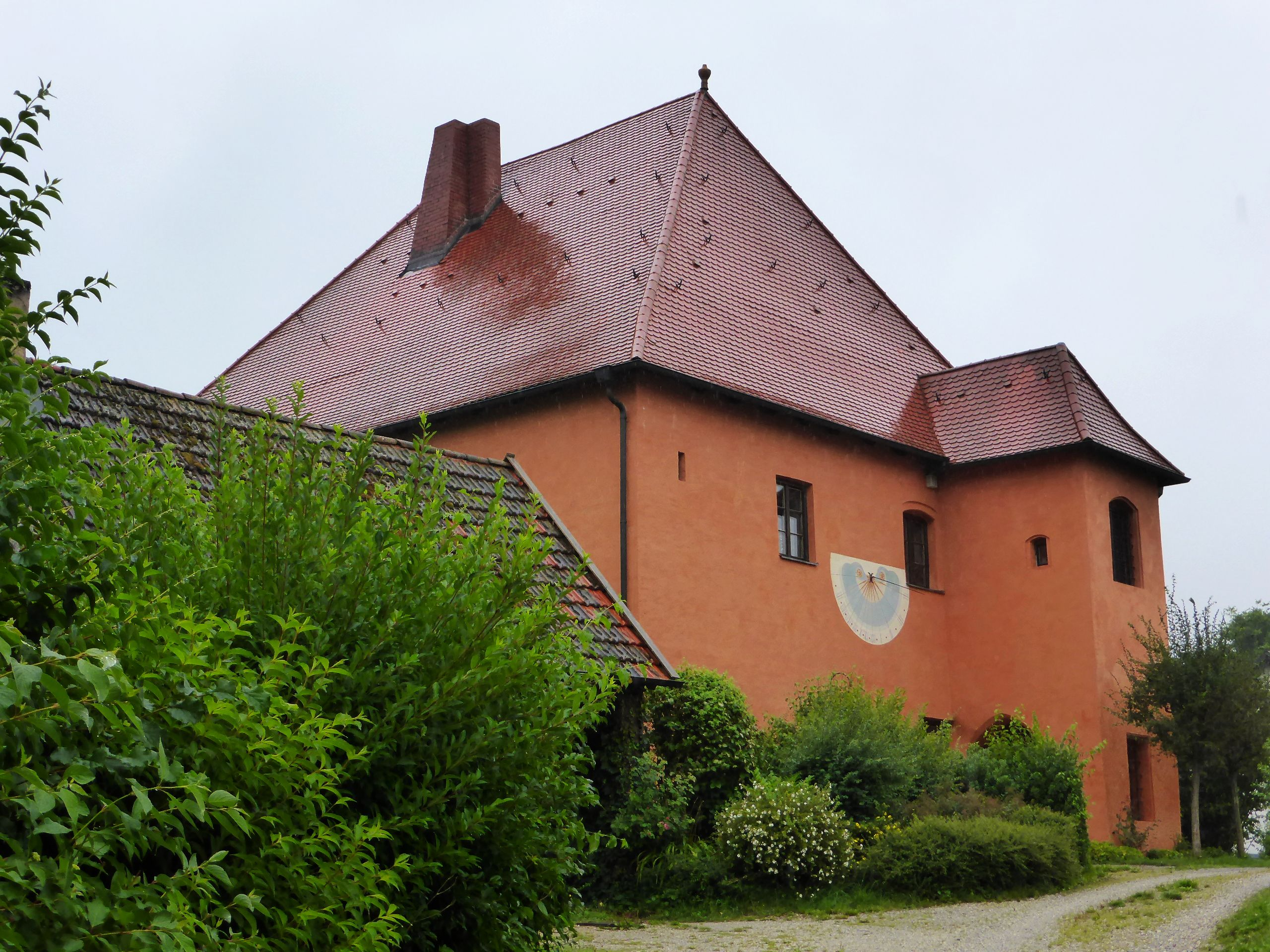
Schloss Peterskirchen heute

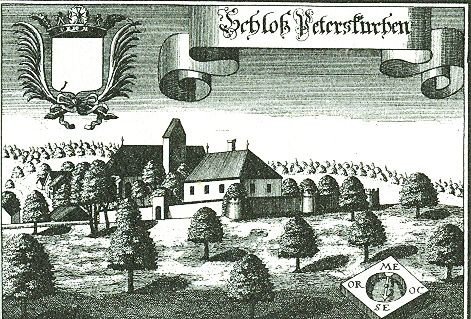
Schloss Peterskirchen nach einem Stich von Michael Wening von 1721

Das Schloss Peterskirchen liegt im gleichnamigen Gemeindeteil der niederbayerischen Gemeinde Dietersburg im Landkreis Rottal-Inn von Bayern (Lorenz-Glas-Weg). Die Anlage wird als Bodendenkmal unter der Aktennummer D-2-7444-0033 im Bayernatlas als „untertägige mittelalterliche und frühneuzeitliche Befunde und Funde im Bereich des ehem. Hofmarkschlosses von Peterskirchen sowie Materialbruchgruben einer Steinzeugtöpferei der frühen und späten Neuzeit“ geführt. Ebenso ist sie unter der Aktennummer D-2-77-114-74 als denkmalgeschütztes Baudenkmal von Peterskirchen  verzeichnet.

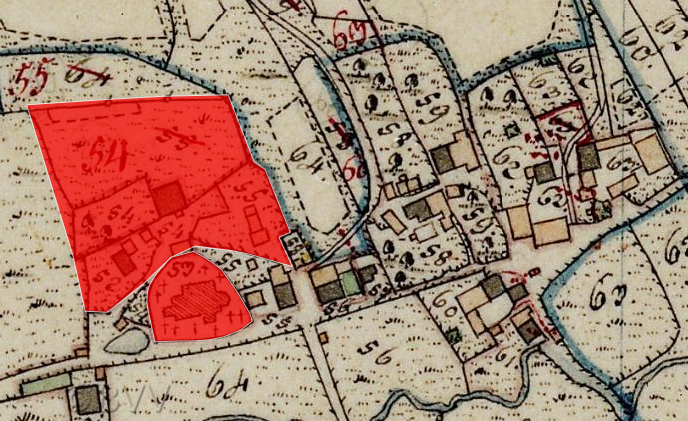
Lageplan von Schloss Peterskirchen auf dem Urkataster von Bayern

## Geschichte
Peterskirchen war Sitz der Edlen von Peterskirchen. Ein Willihalmus des Petreschirchen wird bereits um 1140 als Siegelzeuge genannt. Später waren die Edlen von Grub die Herren von Peterskirchen. Zu nennen sind Konrad Gruber (1260), Erasmus Gruber (1400), Hermann Gruber (1491) und Wolfgang Gruber (1520). Das Schloss wurde in der ersten Hälfte des 16. Jahrhunderts vermutlich unter den Grubers erbaut. 1542 fand ein Streit wegen der Obrigkeit über den Sitz Peterskirchen zwischen der Familie Gruber und dem Friedrich von Pienzenau statt. Gruber bestand darauf, auf Peterskirchen ein Landsasse zu sein und der Edelmannsfreiheit fähig zu sein. Die Entscheidung fiel 1545 aber zugunsten des Pienzenauers aus. Der letzte Gruber starb 1549. Ein Gemälde des Wappens der Edlen von Grub und eine Grabplatte sind in der Pfarrkirche von Peterskirchen zu finden. 1565 ging der Sitz durch Kauf ganz an die von Pienzenau über.
Nach dem Tode des Friedrich Christoph von Pienzenau, dieser hinterließ drei Töchter und eine Schwester, kam Peterskirchen auf dem Erbschaftsweg an die von Perlaching, wobei 1628 die Aufsplitterung der Pienzenauer’schen Lehen vollzogen wurde. Durch die Heirat der Genofa von Perlaching mit Hans Georg von Hienheim, genannt Elsenberger, galt dieser ab 1640 als Besitzer dieser Hofmark. Vermutlich 1673 wurde Peterskirchen als Pertinenz von Baumgarten an Gottfried Wilhelm Graf von Rheinstein und Tattenbach und seine Gattin Maria Barbara, geborene Gräfin von Valley verkauft. Diese Familie blieb im Besitz der Hofmark bis 1821. Da der letzte dieser Familie kinderlos starb, kam der Besitz durch eine Testamentsverfügung an seinen Neffen Maximilian Graf von Arco-Valley.
1824 verkaufte Karl Maria Rupert von und zu Arco im Namen seines minderjährigen Sohnes das gemauerte Schloss Peterskirchen samt dem anstoßenden Mahlergarten und den ausgemarchten Platz vor dem Schloss an den Schullehrer und Mesner zu Peterskirchen, Lorenz Glas. Von dem vorbehaltenen Rückkaufsrecht wurde nicht mehr Gebrauch gemacht. Bis zum Bau eines eigenen Schulhauses diente die große „Binderstube“ in dem Schloss bis 1867 als Schule. Nach dem Tode von Josef Glas, dem letzten Nachfahren der Familie Glas, wurde das fast völlig zerfallene Gebäude 1986 von dem Verhaltensforscher Erik Zimen erworben, der die Renovierung von Schloss Peterskirchen einleitete. 1992 ging das Ensemble in den Besitz der Familie Lipinski über, die mehrere Jahre in die Renovierung und Restaurierung investierte. Ihr ist der Erhalt der wertvollen Fresken von 1530 zu verdanken, die durch den Künstler und Restaurator Ludwig Bäuml freigelegt wurden.

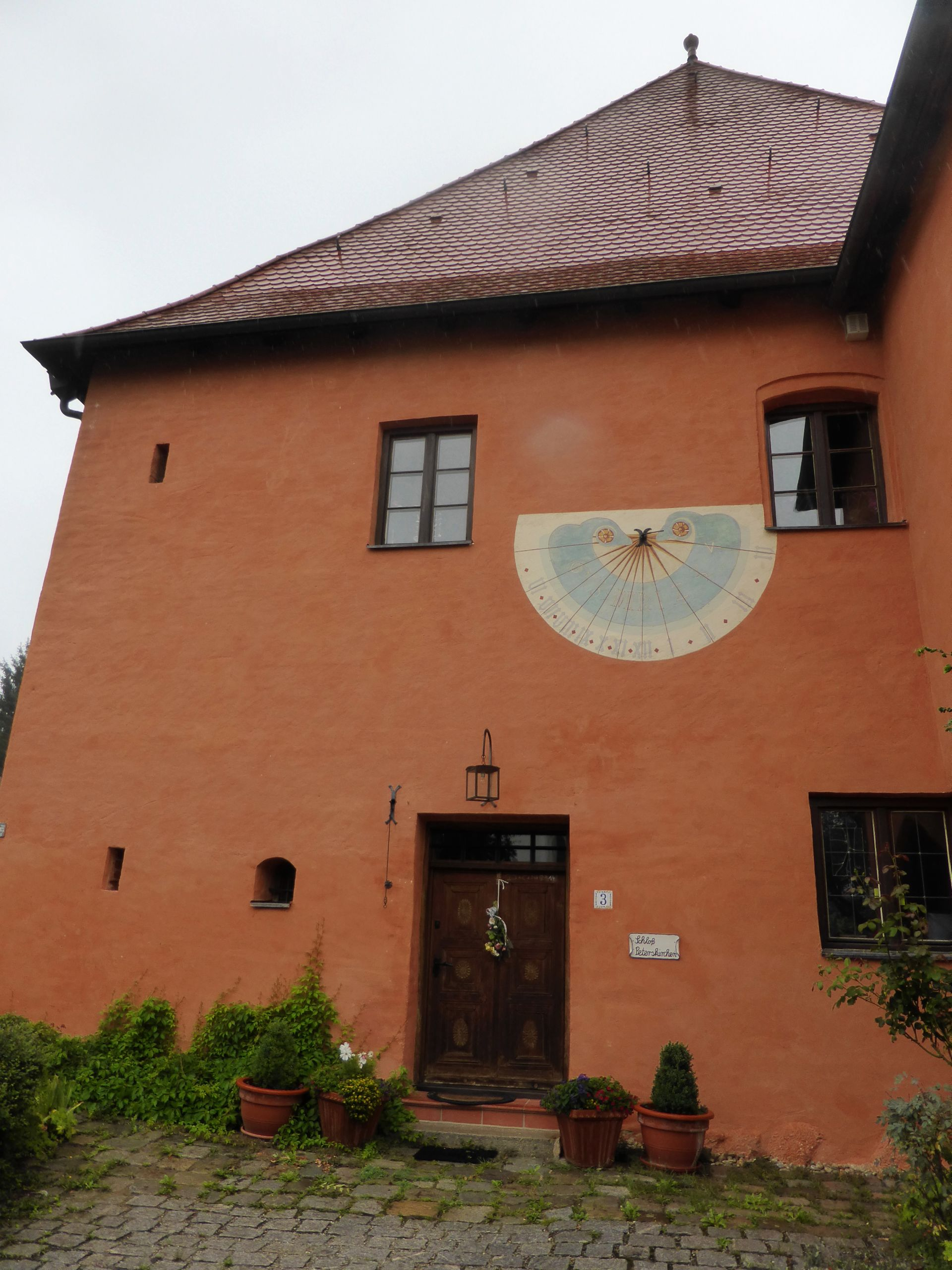
Schloss Peterskirchen heute

## Schloss Peterskirchen einst und jetzt
Auf dem Stich von Michael Wening von 1721 ist das Schloss Peterskirchen als ein einfacher mit einem Walmdach gedeckter Bau zu erkennen, der von einer Mauer mit kleinen zinnenbekrönten Türmchen umgeben ist; diese ist heute völlig abgekommen. Hinter dem Schlossbau befindet sich die Pfarrkirche St. Peter und Paul (eine alte Sälukarpfarrei von 874).
Heute ist das in Altrosa gehaltene Schloss weiterhin eine Rechteckanlage mit unregelmäßiger Fensterverteilung und einem Walmdach. Zu dem Schloss gehört ein Eingangs- bzw. Treppenturm. An dem Gebäude ist eine Sonnenuhr angebracht. Die Räume des Untergeschosses besitzen ein Tonnengewölbe, die des Obergeschosses flache Balkendecken. Die größere östliche Hälfte enthält zwei hallenartige Wohnräume mit je einem Mittelpfeiler. Bemerkenswert ist im Obergeschoss ein 17 m hoher Kamin mit einer großen Feuerstelle.